# Bill Thompson (Schauspieler)

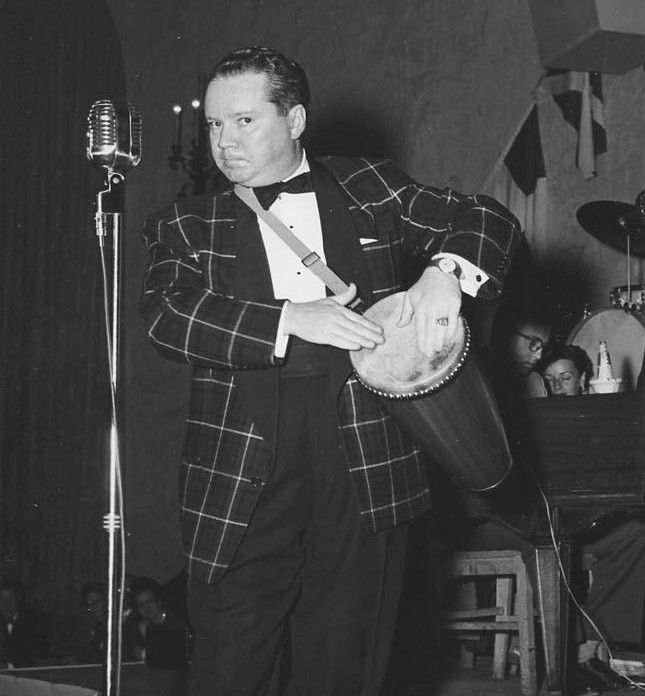
Bill Thompson (1953)

William H. „Bill“ Thompson (geboren am 8. Juli 1913 in Terre Haute, Indiana; gestorben am 15. Juli 1971 in Culver City, Kalifornien) war ein US-amerikanischer Radio- und Fernseh-Schauspieler. Er wurde vor allem durch seine Rollen in der Radio-Serie Fibber McGee and Molly sowie für die Synchronisation von Droopy Dog bekannt.

## Leben und Karriere
Der Sohn von Vaudeville-Eltern begann seine Karriere im Chicagoer Radio, bei dem er 1934 in der Radio-Show Breakfast Club auftrat. Von 1936 bis 1946 spielte er verschiedene Rollen in Fibber McGee and Molly; diese Serie machte ihn bekannt. Die häufig von Thompson gespielte Rolle Wallace Wimple inspirierte Tex Avery zu dessen Figur Droopy Dog, die ebenfalls von Thompson gespielt wurde.
1943 brach er seine Karriere ab, um der US Navy beizutreten. 1946 kehrte er zu der Fibber McGee-Show zurück. Am 21. Februar 1950 heiratete Thompson Mary Margaret McBride. Er kehrte zur Rolle als Droopy Dog zurück. Später versuchte er sein Glück auch bei Disney. Unter anderem sprach er Dodo in Alice im Wunderland sowie die Stimme des Mr. Smee und anderen Piraten in Peter Pan. Daneben wirkte er in Susi und Strolch mit. Er lieh ebenfalls König Hubert in Dornröschen seine Stimme.
Bill Thompson starb eine Woche nach seinem 58. Geburtstag an den Folgen eines septischen Schocks.

## Auszeichnungen
- Stern auf dem Hollywood Walk of Fame[1]

## Filmografie (Auswahl)
- 1936: Custer‘s Last Stand
- 1936–1946: Fibber McGee and Molly
- 1942: Here we go again
- 1951: Alice im Wunderland (Stimme)
- 1953: Peter Pan (Stimme)
- 1955: Susi und Strolch (Stimme)
- 1959: Dornröschen (Stimme)
- 1970: Aristocats (Stimme)